# بابونه لرستانی
بابونه لرستانی (نام علمی: Anthemis lorestanica) نام یک گونه از سرده بابونه است.